# Albrecht Penck
Friedrich Karl Albrecht Penck (Reudnitz (Leipzig), 25 september 1859 - Praag, 7 maart 1945) was een invloedrijk Duits geomorfoloog. Pencks zoon Walther Penck was ook geomorfoloog.

## Biografie
Penck was getrouwd met Ida Ganghofer, de zuster van de Beierse schrijver Ludwig Ganghofer. In 1882 werd hij docent aan de universiteit van München, waarna hij tussen 1885 en 1906 hoogleraar (geografie) werd aan de Universität Wien en tussen 1906 en 1927 aan de Friedrich-Wilhelms-Universität in Berlijn was. Hij was ook rector magnificus van laatstgenoemde universiteit en directeur van het Instituut voor Oceanografie en Geografie. Vanaf 1928 gaf hij les aan de Duitse Karl-Ferdinands-Universität in Praag.
Penck was vanaf 1906 lid van de Berlin-Brandenburgische Akademie der Wissenschaften.

## Werk
Penck onderzocht de geomorfologie van de Alpen en de Noord-Duitse laagvlakte. Zijn onderzoek in de Alpen bracht hem tot theorieën over de isostatische massabalans tussen erosie en sedimentatie. Hij stelde dat de tektonische opheffing van gebergten als de Alpen wordt tenietgedaan (in evenwicht gehouden) door het verdwijnen van materiaal door erosie (zogenaamde denudatie). In Noord-Duitsland deed hij vooral onderzoek naar de sporen van de Pleistocene glacialen ('ijstijden'). Hij onderzocht aan de hand van deze sporen, zoals het voorkomen van keileem of zwerfkeien, hoe ver naar het zuiden het landijs maximaal doorliep.
Penck onderkende als eerste het bestaan van meer dan één periode van vergletsjering. Hij schreef op vierentwintigjarige leeftijd zijn ideeën op in het artikel Die Vergletscherung der deutschen Alpen. Ihre Ursachen, periodische Wiederkehr und ihr Einfluss auf die Bodengestaltung. Deze ideeën werden later uitgewerkt in het standaardwerk Die Alpen im Eiszeitalter (nooit voltooid) wat grote invloed heeft gehad. In dit werk werden de vier grote vergletsjeringen van de Alpen genoemd, van jong naar oud (Würm-, Riss-, Günz-, en Donauglacialen, tegenwoordig weet men dat er nog veel meer vergletsjeringen geweest zijn).

## Penck en de Conservatieve Revolutie
Albrecht Penck bracht in Duitsland de fysische geografie tot grote bloei. Hij ontwikkelde deze echter in het kader van de völkische zogenaamde Volks- und Kulturbodenforschung, een concept dat door Max Hildebert Boehm en andere rechtse intellectuelen van de Conservatieve Revolutie en later het nationaalsocialisme werd overgenomen.

## Wetenschappelijke erkenning
Naar Penck is een berg op de Maan, Mons Penck, genoemd.
- Bibsys: 90307654
- Biblioteca Nacional de España: XX5032947
- Bibliothèque nationale de France: cb15365789b (data)
- CiNii: DA04489117
- Gemeinsame Normdatei: 118739883
- International Standard Name Identifier: 0000 0001 0871 1550
- Library of Congress Control Number: n88611698
- Mathematics Genealogy Project: 220969
- Nationale Bibliotheek van Tsjechië: uk2008363276
- Nationale Bibliotheek van Israël: 987007278594605171
- Nationale Bibliotheek van Polen: a0000003233922
- Nationale en Universitaire bibliotheek Zagreb: 000732239
- Nederlandse Thesaurus van Auteursnamen: 073524581
- SNAC: w6xd1gpg
- Système universitaire de documentation: 092635679
- Virtual International Authority File: 12608360
- WorldCat: E39PBJhCyYJBQKqVCqP9VwpQMP